# Tre uomini da abbattere
Tre uomini da abbattere (Trois hommes à abattre) è un film del 1980 diretto da Jacques Deray.
Il soggetto è basato sul romanzo del 1977 Piccolo blues (Le petit bleu de la côte ouest) di Jean-Patrick Manchette.

## Trama
Michel, un affascinante giocatore di poker, andando ad una partita notturna a bordo della sua Lancia Gamma si accorge di una Citroën DS, che poco prima lo aveva superato, sfasciata ai bordi della strada; dopo essersi fermato carica a bordo della sua vettura il guidatore ferito e lo porta all'ospedale. Qui, dopo aver atteso inutilmente la registrazione e notizie sul ferito decide di andare via: l'uomo ferito morirà poco dopo, soprattutto a causa di due pallottole trovategli nei polmoni. Da quel momento Michel, senza saperlo, è nel mirino degli assassini e inizia, per lui e la sua fidanzata Béa una pericolosa avventura tra agenti segreti deviati e criminali violenti.